# Родыковский сельсовет
Родыковский сельсовет — упразднённая административная единица в Красногвардейском районе Ставропольского края Российской Федерации.
Административный центр — село Родыки.

## История
Статус и границы сельского поселения были установлены Законом Ставропольского края от 4 октября 2004 г. № 88-кз «О наделении муниципальных образований Ставропольского края статусом городского, сельского поселения, городского округа, муниципального района».
С 16 марта 2020 года, в соответствии с Законом Ставропольского края от 31 января 2020 г. № 8-кз все муниципальные образования Красногвардейского муниципального района были преобразованы путём их объединения в единое муниципальное образование Красногвардейский муниципальный округ.

## Население
| 1989  | 2002  | 2010  | 2011  | 2012  | 2013  | 2014  |
| ----- | ----- | ----- | ----- | ----- | ----- | ----- |
| 2511  | ↗2527 | ↘2461 | ↘2452 | ↘2406 | ↘2362 | ↘2337 |
| 2015  | 2016  | 2017  | 2018  | 2019  | 2020  |       |
| ↘2269 | ↘2256 | ↘2208 | ↘2183 | ↘2167 | ↘2097 |       |

### Национальный состав
По итогам переписи населения 2010 года проживали следующие национальности (национальности менее 1 %, см. в сноске к строке «Другие»):
| Национальность | Численность | Процент |
| -------------- | ----------- | ------- |
| Русские        | 2232        | 90,69   |
| Белорусы       | 42          | 1,71    |
| Цыгане         | 41          | 1,67    |
| Украинцы       | 27          | 1,10    |
| Марийцы        | 26          | 1,06    |
| Другие         | 93          | 3,78    |
| Итого          | 2461        | 100,00  |

## Состав сельского поселения
| № | Населённый пункт | Тип населённого пункта       | Население |
| - | ---------------- | ---------------------------- | --------- |
| 1 | Добровольный     | хутор                        | ↘19       |
| 2 | Пролетарский     | хутор                        | ↘200      |
| 3 | Родыки           | село, административный центр | ↘1465     |
| 4 | Средний          | хутор                        | ↘300      |

## Местное самоуправление
Глава поселения
- Бузюк Сергей Николаевич[19]

## Экономика
На территории Родыковского сельсовета расположены СПК «Колхоз Заря», ООО «Золотая Нива».